# Wolseley 24
La 24 è un'autovettura di medie dimensioni prodotta dalla Wolseley dal 1902 al 1910.
Il modello aveva installato un motore in linea a quattro cilindri e valvole laterali da 5.187 cm³ di cilindrata. Erano disponibili due telai, che differivano dalle dimensioni. Il primo aveva un passo di 2.286 mm, mentre il secondo di 2.591 mm.
Erano offerti due tipi di carrozzeria, torpedo due e quattro posti.
Il modello venne sostituito dalla 30/34. 